# Den okända lagen
Den okända lagen (Robots and Empire) från 1985 är en science fiction-roman av Isaac Asimov. Boken utkom 1986 i svensk översättning av Roland Adlerberth.